# Palais des Sports de Paris
Palais des Sports de Paris (česky Palác sportů v Paříži) je víceúčelové zařízení v Paříži. Nachází se na náměstí Place de la Porte de Versailles v 15. obvodu v těsném sousedství Výstaviště Porte de Versailles. Budova má plochu 3850 m2 a kapacitu 2300-4600 diváků podle využití. Od svého otevření slouží jak sportovním utkáním (především boxu), tak rovněž velkému množství kulturních akcí (koncerty, muzikály, one man show apod.).

## Historie
Hala byla postavena v letech 1959-1960 podle návrhu architekta Pierra Dufau jako náhrada za zbořený Vélodrome d'Hiver. Na stavbě se podíleli také architekti Richard Buckminster Fuller a Victor Parjadis de Larivière. Ve své době byl jediným prostorem v Paříži, který mohl pojmout až 5000 diváků. Střechu haly tvoří kupole s kovovou konstrukcí, která je pokrytá 1100 hliníkovými panely.

## Využití
V paláci měli koncertní vystoupení např. Louis Armstrong (1965), Joan Baez (1990), Beach Boys (1980), Beatles (1965), Boyz II Men (2009), James Brown (1982), Eric Clapton (1974), Clash (1980), Dalida (1980), Miles Davis (1973, 1988), Deep Purple (1975), Neil Diamond (1977), Dire Straits (1979, 1981), Ian Dury (1979), Faces (1974), Mylène Farmer (1989), Aretha Franklinová (1977), France Gall (1982), Genesis (1975, 1977, 1978), Grateful Dead (1974), Johnny Hallyday (1961, 1967, 1969, 1971, 1976, 1982, 2006), Murray Head (1983), Ray Charles (1966, 1983), Jethro Tull (1969), Elton John (1982), Cyndi Lauper (1994), Led Zeppelin (1973), Mike Oldfield (1981), Pink Floyd (1974), Robert Plant (2010), Iggy Pop (1980, 1996, 2006, 2007), Pretty Things (1967), The Police (1980), Queen (1982), Lou Reed (1975), Rolling Stones (1970), Diana Rossová (1982, 2007), Paul Simon (2008), Soft Machine (1967), Status Quo (1975), Cat Stevens (1975), Rod Stewart (1983), Styx (1980), Talking Heads (1982), Van Halen (1980), Stevie Wonder (1981), Frank Zappa (1974), Zucchero (2008).
Vstupovali zde tanečníci Rudolf Nurejev (1961, 1976, 1978) a Maurice Béjart (1970, 1971, 1979, 1996, 1999, 2005-2009), balet ruského Velkého divadla (1972), Balet pařížské opery (1975), Lord of the Dance (1998, 2005, 2008) a od roku 1960 pravidelně revue Holiday on Ice (do 1997) a moskevský cirkus (do 1996).
Byly zde uvedeny muzikály jako Bídníci (1980), West Side Story (1998), Pomáda (1999) nebo Vlasy (2004) a také divadelní představení, která režíroval Robert Hossein.
Nejčastějšími sportovními utkáními zde byl box (1960-2005) a basketbal v podání Harlem Globetrotters (1967, 1977-1981), konalo se zde mistrovství v šermu (1987), ukázky bojových umění (1975), závody na kolečkových bruslích (1960) nebo wrestlingové zápasy (2008).